# Nevia
Nevia là một chi ốc biển, là động vật thân mềm chân bụng sống ở biển trong họ Cancellariidae.

## Các loài
Các loài trong chi Nevia gồm có:
- Nevia spirata (Lamarck, 1822)[2]